# Centro de Investigación de Semiótica Literaria, Teatral y Nuevas Tecnologías
El Centro de Investigación de Semiótica Literaria, Teatral y Nuevas Tecnologías es un centro adscrito a la Universidad Nacional de Educación a Distancia (UNED), cuya sede se encuentra en el Departamento de Literatura Española y Teoría de la Literatura de la Facultad de Filología (Madrid, España). Desde su creación, por el profesor José Romera Castillo, centra sus actividades en el estudio de la Literatura y el Teatro españoles fundamentalmente, así como su relación con otros ámbitos artísticos (cine, tv, música, etc.), la semiótica y las nuevas tecnologías. Cuenta no solo con investigadores propios, sino que colaboran en él otros grupos de investigación, como puede verse en https://www.uned.es/universidad/inicio/estudios/formacion-permanente/cursos/centro-investigacion-SELITENT

## Historia
Fundado y dirigido en 1991 por profesor Dr. José Romera Castillo, catedrático de Literatura Española de la Universidad Nacional de Educación a Distancia. El Centro está muy ligado a la Asociación Española de Semiótica, creada también por iniciativa de José Romera Castillo en 1983. 

## Objetivos y ámbitos de investigación
El Centro promueve la investigación en diversas áreas de la literatura, especialmente, de la actual; el teatro representado en España desde la segunda mitad del siglo XIX y los siglos XX y XXI, así como la presencia del teatro español en países europeos y americanos; lo autobiográfico en la literatura contemporánea; relaciones entre la literatura y el teatro con las nuevas tecnologías, etc. a través de la organización de Congresos Internacionales, la publicación de sus Actas y de SIGNA. Revista de la Asociación Española de Semiótica; e imparte docencia en distintos cursos de diferente índole (Grado, Máster, Doctorado, Formación Permanente, etc.). 

## Actividades

### Congresos
El Centro de Investigación celebra anualmente (desde 1991) un encuentro científico, de ámbito internacional, sobre un tema monográfico de actualidad que no haya sido estudiado en España con la profundidad debida. La relación de los ya numerosos llevados a cabo puede verse en la web del Centro de Investigación de Semiótica Literaria, Teatral y Nuevas Tecnologías (https://www.uned.es/universidad/inicio/estudios/formacion-permanente/cursos/centro-investigacion-SELITENT/congresos.html). 

### Publicaciones
https://www.uned.es/universidad/inicio/estudios/formacion-permanente/cursos/centro-investigacion-SELITENT/publicaciones.html

#### Actas de Congresos
El Centro publica las Actas de los seminarios internacionales anualmente
1. José Romera Castillo et alii, eds. (1992). Ch. S. Peirce y la literatura. Signa 1.
2. José Romera Castillo et alii, eds. (1993). Escritura autobiográfica. Madrid: Visor Libros.
3. José Romera Castillo et alii, eds. (1994). Semiótica(s). Homenaje a Greimas. Madrid: Visor Libros. 
4. José Romera Castillo et alii, eds. (1995). Bajtín y la literatura. Madrid: Visor Libros
5. José Romera Castillo et alii, eds. (1996). La novela histórica a finales del siglo XX. Madrid: Visor Libros.
6. José Romera Castillo et alii, eds. (1997). Literatura y multimedia. Madrid: Visor Libros.
7.José Romera Castillo y Francisco Gutiérrez Carbajo, eds. (1998). Biografías literarias (1975-1997). Madrid: Visor Libros.
8. José Romera Castillo y Francisco Gutiérrez Carbajo, eds. (1999). Teatro histórico (1975-1998): textos y representaciones. Madrid: Visor Libros.
9. José Romera Castillo y Francisco Gutiérrez Carbajo, eds. (2000). Poesía histórica y (auto)biográfica (1975-1999). Madrid: Visor Libros.
10. José Romera Castillo y Francisco Gutiérrez Carbajo, eds. (2001). El cuento en la década de los noventa. Madrid: Visor Libros.
11.José Romera Castillo, ed. (2002). Del teatro al cine y la televisión en la segunda mitad del siglo XX. Madrid: Visor Libros.
12. José Romera Castillo, ed. (2003). Teatro y memoria en la segunda mitad del siglo XX. Madrid: Visor Libros.
13. José Romera Castillo ed. (2004). Teatro, prensa y nuevas tecnologías (1990-2003).  Madrid: Visor Libros.
14. José Romera Castillo, ed. (2005). Dramaturgias femeninas en la segunda mitad del siglo XX: espacio y tiempo. Madrid: Visor Libros.
15. José Romera Castillo, ed. (2006). Tendencias escénicas al inicio del siglo XXI. Madrid: Visor Libros.
16. José Romera Castillo, ed. (2007). Análisis de espectáculos teatrales (2000-2006). Madrid: Visor Libros.
17. José Romera Castillo, ed. (2008). Teatro, novela y cine en los inicios del siglo XXI.  Madrid: Visor Libros.
18. José Romera Castillo, ed. (2009). El personaje teatral: la mujer en las dramaturgias masculinas en los inicios del siglo XXI. Madrid: Visor Libros.
19. José Romera Castillo, ed. (2010). El teatro de humor en los inicios del siglo XXI. Madrid: Visor Libros.
20. José Romera Castillo, ed. (2011). El teatro breve en los inicios del siglo XXI. Madrid: Visor Libros.
21. José Romera Castillo, ed. (2012). Erotismo y teatro en la primera década del siglo XXI. Madrid: Visor Libros.
22. José Romera Castillo, ed. (2013). Teatro e Internet en la primera década del siglo XXI. Madrid: Verbum.
23. José Romera Castillo, ed. (2014). Creadores jóvenes en el ámbito teatral (20+13=33). Madrid: Verbum.
24. José Romera Castillo, ed. (2016). Teatro y música en los inicios del siglo XXI. Madrid: Verbum.
25. José Romera Castillo, ed. (2017). El teatro como documento artístico, histórico y cultural en los inicios del siglo XXI. Madrid: Verbum.
26. José Romera Castillo, ed. (2017). Teatro y marginalismo(s) por sexo, raza e ideología en los inicios del siglo XXI. Madrid: Verbum.
27. Urszula Aszyk, José Romera Castillo et alii, eds. (2017). Teatro como espejo del teatro. Madrid: Verbum.
28.  Guillermo Laín Corona y Rocío Santiago Nogales, eds. (2018). Cartografía literaria en homenaje al prof. José Romera Castillo. Madrid: Visor Libros.
29.  G. Laín Corona y R. Santiago Nogales, eds. (2018). Cartografía teatral en homenaje al prof. José Romera Castillo. Madrid: Visor Libros.
30. G. Laín Corona y R. Santiago Nogales,  eds. (2019). Teatro, (auto(biografía y autoficción (2000-2018) en homenaje al prof. José Romera Castillo. Madrid: Visor Libros.
31. José Romera Castillo, ed. (2019). Teatro y filosofía en los inicios del siglo XXI. Madrid: Verbum. 
32. José Romera Castillo, ed. (2021). Teatro y deportes en los inicios del siglo XXI. Madrid: Verbum.  
33. Rocío Santiago Nogales y Mario de la Torre-Espinosa, eds. (2022). Teatro y poesía en los inicios del siglo XXI. En reconocimiento a la labor del profesor José Romera Castillo. Madrid: Verbum. 
34. José Romera Castillo, ed. (2023). Teatro, ciencias y ciencia ficción en las dos primeras décadas del siglo XXI. Madrid: Verbum. 
35. José Romera Castillo, ed. (2023). Teatro, ecología y gastronomía en las dos primeras décadas del siglo XXI. Madrid: Verbum.
36. José Romera Castillo, ed. (2024). Teatro y Medicina en el primer cuarto del siglo XXI. Madrid: Verbum.
37. José Romera Castillo, ed. (2025, en prensa). Literatura, teatro e inteligencia artificial.

#### .Revista SIGNA
Asimismo, el Centro de Investigación edita, anualmente, bajo la dirección de José Romera Castillo, la Revista SIGNA. Revista de la Asociación Española de Semiótica. que es, además, la publicación oficial de la Asociación Española de Semiótica. Hasta el momento han aparecido los siguientes números: 1 (1992), 2 (1993), 3 (1994), 4 (1995), 5 (1996), 6 (1997), 7 (1998), 8 (1999), 9 (2000), 10 (2001), 11 (2002), 12 (2003), 13 (2004), 14 (2005), 15 (2006), 16 (2007), 17 (2008), 18 (2009), 19 (2010), 20 (2011), 21 (2012), 22 (2013), 23 (2014), 24 (2015), 25 (2016), 26 (2017), 27 (2018), 28 (2019), 29 (2020), 30 (2021), 31 (2022), 32 (2023), 33 (2024), 34 (2025). La revista, altamente indexada, se edita en formato impreso (Madrid: Ediciones de la UNED) y electrónico (https://revistas.uned.es/index.php/signa).